# Часыгов, Исмаил Вахаевич
Исмаи́л Ваха́евич Часы́гов (род. 11 января 1997) — российский дзюдоист ингушского происхождения, призёр чемпионатов России, победитель кубка Европы (2018), мастер спорта России по дзюдо.

## Спортивные результаты
- Первенство России по дзюдо среди юношей 2013 года — [2].
- Европейский юношеский Олимпийский фестиваль 2013 года — [3];
- Кубок Европы по дзюдо среди юношей 2014 года — [4];
- Чемпионат России по дзюдо 2017 года — ;
- Кубок Европы по дзюдо 2018 года (София) — [5];
- Чемпионат России по дзюдо 2018 года — ;
- Универсиада 2019 — ;
- Чемпионат России по дзюдо 2019 года — ;